# Route 75 (Islande)
Pour les articles homonymes, voir Route 75.
La Route 75 (Þjóðvegur 75) ou Sauðárkróksbraut est une route située dans la région des Norðurland vestra qui relie Varmahlíð à Sauðárkrókur.

## Trajet
- Varmahlíð
- Glaumbær
- Sauðárkrókur
- - Phare de Hegranes
- Passage du Héraðsvötn
- Route 76